# Річард Ленскі
Річард Ленскі (англ. Richard Lenski; нар. 3 серпня 1956) — американський еволюційний біолог, професор мікробіології Університету штату Мічиган.

## Біографія
Річард Ленскі син соціолога Герхарда Ленскі і поетеси Джин Ленскі (уроджена Каппельман). Отримав ступінь бакалавра в коледжі Оберлін в 1976 році, і ступінь доктора філософії в Університеті Північної Кароліни в 1982 році.

### Довготривалий експеримент по еволюції кишкової палички
Річард Ленскі у 1988 році почав вирощувати 12 різних штамів культури кишкової палички, яка дуже швидко відтворюється. Вчений вважав, що якщо генетична мутація дає кишковій паличці перевагу у боротьбі за їжу, то це правило має поширюватися і на всю популяцію.
Спочатку команда Ленскі періодично заморожувала бактерії для подальшого вивчення, потім була розроблена технологія повноцінного генетичного секвенування.
До 20-тисячного покоління бактерій дослідники виявили в живих клітинах 45 мутацій. Вони, в повній відповідності з теорією Дарвіна, принесли певні переваги своїм власникам. У поколінні «26 тисяч» виникла мутація, що впливає на метаболізм ДНК, після чого частота мутацій по всьому геному зросла і до сорокатисячного покоління досягла позначки 653, але вчені не впевнені, що всі вони були корисними. Експеримент привав 21 рік.